# پیشگامان مورمون

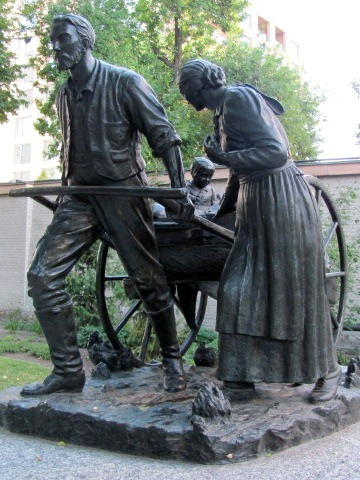
بنای یادبود پیشگام گاری دستی، اثر تورلیف اس. کنافوس، واقع در میدان معبد در سالت لیک سیتی، یوتا

پیشگامان مورمون (Mormon pioneers) اعضای کلیسای عیسی مسیح قدیسان آخرالزمان (LDS) بودند که از اواسط دهه ۱۸۴۰ تا اواخر دهه ۱۸۶۰ از غرب میانه ایالات متحده به دره دریاچه نمک در ایالت یوتای امروزی مهاجرت کردند. در زمان برنامه‌ریزی مهاجرت در سال ۱۸۴۶، این قلمرو بخشی از جمهوری مکزیک بود، که ایالات متحده به زودی با آن پس از یک اختلاف مرزی که پس از الحاق تگزاس حل نشده بود، وارد جنگ شد. دره دریاچه نمک در نتیجه این جنگ به قلمرو آمریکا تبدیل شد.
این سفر توسط حدود ۷۰٬۰۰۰ نفر آغاز شد. کاروان‌های پیشرو که توسط رهبران کلیسا در پی مرگ جوزف اسمیت، بنیانگذار کلیسا، در مارس ۱۸۴۶، گسیل شدند. اسمیت بر این باور بود که مورمون‌ها نمی‌توانند در نائوو، ایلینوی، که کلیسا اخیراً آن را خریداری کرده بود، باقی بمانند. مهاجرت کاروان‌های درشکه‌ی به خوبی سازماندهی‌شده به‌طور جدی در آوریل ۱۸۴۷ آغاز شد و این دوره که به عنوان خروج مورمون‌ها شناخته می‌شود، طبق قراردادی در میان دانشمندان علوم اجتماعی، به‌طور سنتی فرض می‌شود که با تکمیل اولین راه‌آهن بین قاره‌ای در ۱۸۶۹ به پایان رسیده‌است. با این حال همه مردم هزینه حمل و نقل یک خانواده از طریق راه‌آهن را نداشتند و شبکه راه‌آهن نیز فقط مسیرهای اصلی محدودی را ارائه می‌کرد، بنابراین مهاجرت کاروان‌ها به غرب دور به‌طور پراکنده تا سده بیستم ادامه یافت.